# Aubigny, Deux-Sèvres

Aubigny este o comună în departamentul Deux-Sèvres, Franța. În 2009 avea o populație de 178 de locuitori.